# ポロネーズ第12番 (ショパン)
フレデリック・ショパンのポロネーズ第12番（ポロネーズだいじゅうにばん、Polonaise）変ロ長調（遺作）は、1817年、作者わずか7歳（8歳）の時の作品。ト短調の曲（第11番）同様、師匠アダルベルト・ジヴニーの支援で作曲されているが（自筆譜は存在せず、演奏を採譜したと思われる）、少年の作に留まらない完成品であると評される。コビラィンスカ（Krystyna Kobylanska）による『作品番号なしの作品目録』ではKK.IVa-1。ヤン・エキエルは、自身が校訂したナショナル・エディションの作品番号のない作品リストにおいて、1817年前半の作曲だと推定し、最初の作品としてWN.1の番号を与えている。
筆写譜（父ニコラには音楽の教養がなかったことから、ジヴニーによると思われる）でのみ知られており、1937年に楽譜が発見されて『遺作』として出版された（第二次世界大戦で紛失し、写真版がワルシャワのフレデリック・ショパン協会に保管されている）。
速度記号なし（パデレフスキ版ではVivo）。三部形式でトリオは平行調。演奏時間は約2分。
左手オクターブのマーキー・ベースを背景にポロネーズリズムの軽快な序奏が出た後、ポロネーズらしい主題が出るが、前作とは対照的に端整な曲想。中間部は高音域に移り、簡単な伴奏の上にオルゴールを思わせる感傷的なメロディーが出る。